# Serra Mitjana (Unarre)
La Serra Mitjana és una serra del terme municipal de la Guingueta d'Àneu, a la comarca del Pallars Sobirà, dins de l'àmbit de l'antic municipi d'Unarre.
Té una elevació màxima de 2.622,6 metres[, a la part nord del terme. En el seu vessant meridional hi ha l'ermita de Sant Beado, i a l'extrem nord, el Coll Curiós. L'Estany de la Gola és a llevant de la seva part septentrional. Separa la vall del Barranc de Nyiri (ponent), de la vall d'Unarre (llevant).